# Anaxipha brevipennis
Anaxipha brevipennis är en insektsart som beskrevs av Lucien Chopard 1957. Anaxipha brevipennis ingår i släktet Anaxipha och familjen syrsor. Inga underarter finns listade i Catalogue of Life.